# Озеров, Юрий Николаевич
Ю́рий Никола́евич О́зеров (26 января 1921, Москва — 15 октября 2001, там же) — советский и российский кинорежиссёр, сценарист, педагог. Народный артист СССР (1977). Лауреат Ленинской (1972) и Государственной премии СССР (1982). Участник Великой Отечественной войны, член КПСС с 1947 года. Брат Николая Озерова.

## Биография
Родился в Москве в семье оперного певца Николая Николаевича Озерова и его жены Надежды Ивановны Озеровой (в девичестве Сахаровой), которая училась на театральном факультете Государственного института кинематографии, но бросила карьеру актрисы после рождения детей. Отец часто водил Юрия в Большой театр и МХТ, давал домашние концерты, на которых собирались Алексей Новиков-Прибой, Антонина Нежданова, Отто Шмидт и другие.
В 1939 году Озеров окончил художественную школу и поступил в ГИТИС, но в том же году был призван в ряды Красной Армии. В 1940 году служил в учебной роте связи.
В октябре 1941 года был зачислен на должность командира взвода. Во время Битвы за Москву служил связистом в Московском военном округе. В 1942 году окончил ускоренный курс Военной академии имени М. В. Фрунзе. В составе 18-й армии был переброшен на Западный фронт, воевал на 1-м и 4-м Украинских, 2-м и 3-м Белорусских фронтах. Участвовал в Кёнигсберской операции и после взятия крепости был оставлен в комендатуре Кёнигсберга. Закончил войну в звании майора.
Летом 1945 года демобилизовался и продолжил обучение на режиссёрском факультете ГИТИСа, затем перевёлся на театроведческий факультет, а в 1946 году подал документы во ВГИК. Учился в режиссёрской мастерской Игоря Савченко. Среди его сокурсников были Марлен Хуциев, Александр Алов, Владимир Наумов, Сергей Параджанов. В 1949 году проходил практику на «Мосфильме» у Григория Александрова. В 1951 году окончил институт.
Фильмы периода оттепели не принесли ему особой славы. Озеров, в отличие от сокурсников, не любил экспериментов. Тем не менее его фильмы «Сын» (1955) и «Большая дорога» (1963) стали заметными достижениями кинематографа той поры.
По сведениям вице-президента Международной ассоциации ветеранов «Альфа» Алексея Филатова, Озеров принимал активное участие в разоблачении шпиона Олега Пеньковского в составе оперативно-технической группы 7-го Управления КГБ. В 1962 году он лично отстоял и воплотил в жизнь свой вариант размещения оборудования и ведения конспиративной фотосъёмки, благодаря чему были получены неопровержимые доказательства.
В историю кино Озеров вошёл как автор монументальных киноэпопей, посвящённых Великой Отечественной войне. Он взялся за съёмки после просмотра голливудских эпопей, таких как «Самый длинный день» (1962) и «Битва в Арденнах» (1965), в которых ни разу не упоминалось о роли советских войск.
Первая из них — «Освобождение» (1970—1972) — состояла из пяти фильмов, съёмки которых растянулись на пять лет, в том числе из-за того, что их приходилось неоднократно переделывать из-за недовольства высокопоставленных прототипов. Весь костяк съёмочной группы составили ветераны войны. Главным консультантом режиссёр хотел видеть Маршала Советского Союза Георгия Жукова, который в то время находился в опале. Министр кино отказался утвердить его кандидатуру. Тем не менее, Жуков передал режиссёру свои мемуары, которые легли в основу сценария. Он также предложил кандидатуру Михаила Ульянова на свою роль; с ролью Жукова актёр не расставался долгие годы, исполняя её и в фильмах других режиссёров.
Картина с успехом прошла по экранам 125 стран мира, её посмотрели более 400 миллионов человек. За ней последовали «Солдаты свободы» (1977), «Битва за Москву» (1985) и «Сталинград» (1989). Уже в постсоветское время Озеров смонтировал из них телесериал «Трагедия века» (1993—1994), а также фильмы «Ангелы смерти» (с незначительными досъёмками) и «Великий полководец Георгий Жуков», целиком смонтированный из кадров киноэпопей и кинохроники с новыми комментариями Артёма Карапетяна.

С 1979 года Озеров преподавал во ВГИКе, руководил режиссёрской мастерской. На протяжении ряда лет был членом коллегии Госкино СССР и членом Национального Олимпийского комитета. Также являлся секретарём правления Союза кинематографистов СССР с 1971 по 1986 год, когда в числе других режиссёров был смещён с поста во время V съезда кинематографистов СССР.

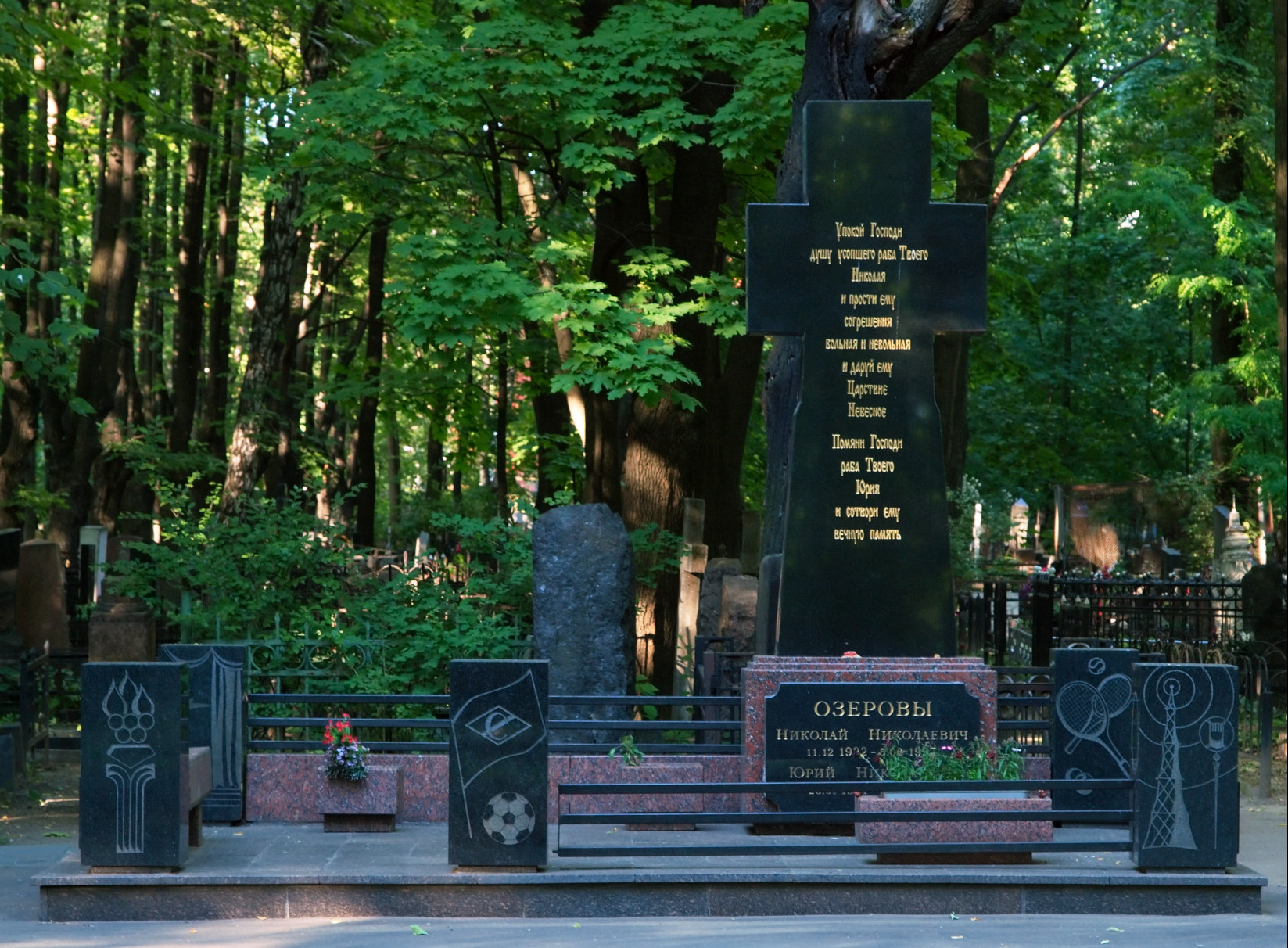
Надгробный памятник братьев Озеровых на Введенском кладбище.

Юрий Николаевич Озеров скончался 15 октября 2001 года в Москве. Похоронен на Введенском кладбище рядом со своим братом Николаем Озеровым (21 уч.).

## Семья
- Прадед по отцу — Михаил Александрович Виноградов (1809—1888), протоиерей и композитор[13].
- Прадед по матери — Николай Павлович Левицкий, из рода Левицких, действительный статский советник, председатель Казённой палаты. Друг Михаила Лермонтова. Построил церковь в селе Спас-Утешенье Рязанской губернии, в которой служил священником дед по отцу Николай Степанович Озеров[5][14].
- Отец — Николай Николаевич Озеров (1887—1953), оперный певец. Народный артист РСФСР (1937)[13][14].
- Мать — Надежда Ивановна Озерова (в девичестве Сахарова) (1897—1980), дочь железнодорожного врача Ивана Сергеевича Сахарова и дворянки Александры Николаевны Левицкой, первопоселенцев посёлка Загорянский[14].
- Брат — Николай Николаевич Озеров (1922—1997), теннисист, спортивный комментатор. Народный артист РСФСР (1973).
- Первая жена — Раиса Александровна Сухомлина (1921—2005), фронтовая медсестра, рентгенолог, работала в РНЦХ[15].
  - Сын — Владимир Александрович Сухомлин (род. 1945). После развода родителей был усыновлён дедом, генерал-лейтенантом Александром Васильевичем Сухомлиным. Профессор, заведующий лабораторией открытых информационных технологий факультета ВМиК МГУ[16][17].
    - Внук — Владимир Владимирович Сухомлин (1979—2003), интернет-журналист, правозащитник, в 2003 году был похищен и убит.
- Вторая жена — Диляра Керимовна Озерова (род. 1931), художник по костюмам на киностудии «Мосфильм»[18].
  - Сын — Николай Юрьевич Озеров (род. 1958)[13].

## Фильмография

### Режиссёр
- 1950 — Александр Пушкин (короткометражный)
- 1952 — В Никитском ботаническом саду (видовой фильм)
- 1953 — Арена смелых (фильм-концерт) (совм. с С. Гуровым)
- 1954 — В праздничный вечер (фильм-концерт)
- 1955 — Сын
- 1958 — Кочубей
- 1959 — Фуртуна
- 1961 — День молодого человека (документальный) (совм. с др.)
- 1962 — Большая дорога
- 1968-1971 — Освобождение (киноэпопея)
- 1977 — Солдаты свободы (киноэпопея)
- 1979 — Баллада о спорте (документальный)
- 1980 — Олимпийский праздник (документальный)
- 1980 — Прощание с Олимпиадой (документальный)
- 1981 — О спорт, ты — мир!
- 1985 — Битва за Москву (киноэпопея)
- 1989 — Сталинград (киноэпопея)
- 1993 — Трагедия века (телесериал)
- 1993 — Ангелы смерти
- 1995 — Великий полководец Георгий Жуков (художественно-документальный)

### Сценарист
- 1952 — В Никитском ботаническом саду (видовой фильм)
- 1953 — Арена смелых (фильм-концерт) (совм. с С. Гуровым)
- 1954 — В праздничный вечер (фильм-концерт)
- 1959 — Фуртуна (совм. с др.)
- 1963 — Укротители велосипедов (совм. с Ю. М. Куном, Н. Эрдманом)
- 1968-1971 — Освобождение (киноэпопея) (совм. с Ю. Бондаревым, О. Кургановым)
- 1977 — Солдаты свободы (киноэпопея) (совм. с др.)
- 1979 — Баллада о спорте (документальный) (совм. с Б. Рычковым)
- 1981 — О спорт, ты — мир! (совм. с Б. Рычковым, Н. Добронравовым)
- 1985 — Битва за Москву (киноэпопея)
- 1989 — Сталинград (киноэпопея)
- 1993 — Трагедия века (телесериал) (совм. с Ю. Бондаревым, З. Залуским)
- 1993 — Ангелы смерти
- 1995 — Великий полководец Георгий Жуков (художественно-документальный)

### Архивные кадры
- 2005 — Юрий Озеров (из цикла передач телеканала ДТВ «Как уходили кумиры») (документальный)

## Награды и звания
- Заслуженный деятель искусств РСФСР (26.11.1965)
- Народный артист РСФСР (28.03.1974)[19]
- Народный артист СССР (05.01.1977)
- Заслуженный деятель искусств Словакии (1971)
- Заслуженный деятель культуры Польши (1972)
- Заслуженный деятель искусств Чехии (1981)
- Ленинская премия (1972) — за фильмы из серии «Освобождение»
- Государственная премия СССР (1982) — за художественно-документальный фильм «О спорт, ты — мир!»
- Два ордена Ленина (1971, 1981)
- Два ордена Отечественной войны II степени (1944, 1985)[20][21]
- Орден Красного Знамени (1945)[22]
- Орден «Знак Почёта» (1967)
- Орден Октябрьской революции (1986)
- Орден «За заслуги перед Отечеством» III степени (26.01.1996) — за заслуги перед государством, выдающийся вклад в развитие отечественного кинематографа[23]
- Благодарность Президента Российской Федерации (26.01.2001) — за многолетнюю плодотворную творческую и общественную деятельность[24]
- Медаль «За боевые заслуги» (1944)[25]
- Медаль «За оборону Москвы» (1945)
- Медаль «За взятие Кенигсберга» (1945)
- Медаль «За победу над Германией в Великой Отечественной войне 1941—1945 гг.» (1945)[26]
- Медаль «Двадцать лет Победы в Великой Отечественной войне 1941—1945 гг.»
- Медаль «Тридцать лет Победы в Великой Отечественной войне 1941—1945 гг.»
- Медаль «Сорок лет Победы в Великой Отечественной войне 1941—1945 гг.»
- Медаль «50 лет Победы в Великой Отечественной войне 1941—1945 гг.»
- Медаль Жукова
- Медаль «За доблестный труд в Великой Отечественной войне 1941—1945 гг.»
- Медаль «За доблестный труд. В ознаменование 100-летия со дня рождения Владимира Ильича Ленина»
- Медаль «Ветеран труда»
- Медаль «За укрепление боевого содружества» (СССР)
- Медаль «50 лет Вооружённых Сил СССР»
- Медаль «60 лет Вооружённых Сил СССР»
- Медаль «70 лет Вооружённых Сил СССР»
- Медаль «В память 800-летия Москвы»
- Медаль «В память 850-летия Москвы»
- Орден «Звезда дружбы народов» I степени (ГДР, 1972)
- Орден Заслуг перед Республикой Польша (ПНР, 1977)
- Орден «Кирилл и Мефодий» (НРБ, 1977)
- МКФ в Карловых Варах (1970, Приз Центрального Комитета Союза чехословацко-советской дружбы, «Освобождение», фильмы 1-й, 2-й)
- МКФ в Карловых Варах (1971, Большая премия, «Освобождение», фильмы 1-й, 2-й)
- МКФ в Карловых Варах (1972, Почётный диплом Союза чехословацко-советской дружбы, «Освобождение», фильмы 4-й, 5-й)
- Всесоюзный кинофестиваль в Тбилиси (1972, Главный приз и премия, «Освобождение», фильмы 4-й, 5-й)
- Серебряная медаль Общества польско-советской дружбы (1977, фильмы «Освобождение», «Солдаты свободы»)
- Всесоюзный кинофестиваль в Алма-Ате (1986, Главный приз оргкомитета, фильм «Битва за Москву»)
- Золотая медаль имени А. П. Довженко (1986, фильм «Битва за Москву»)

## Память

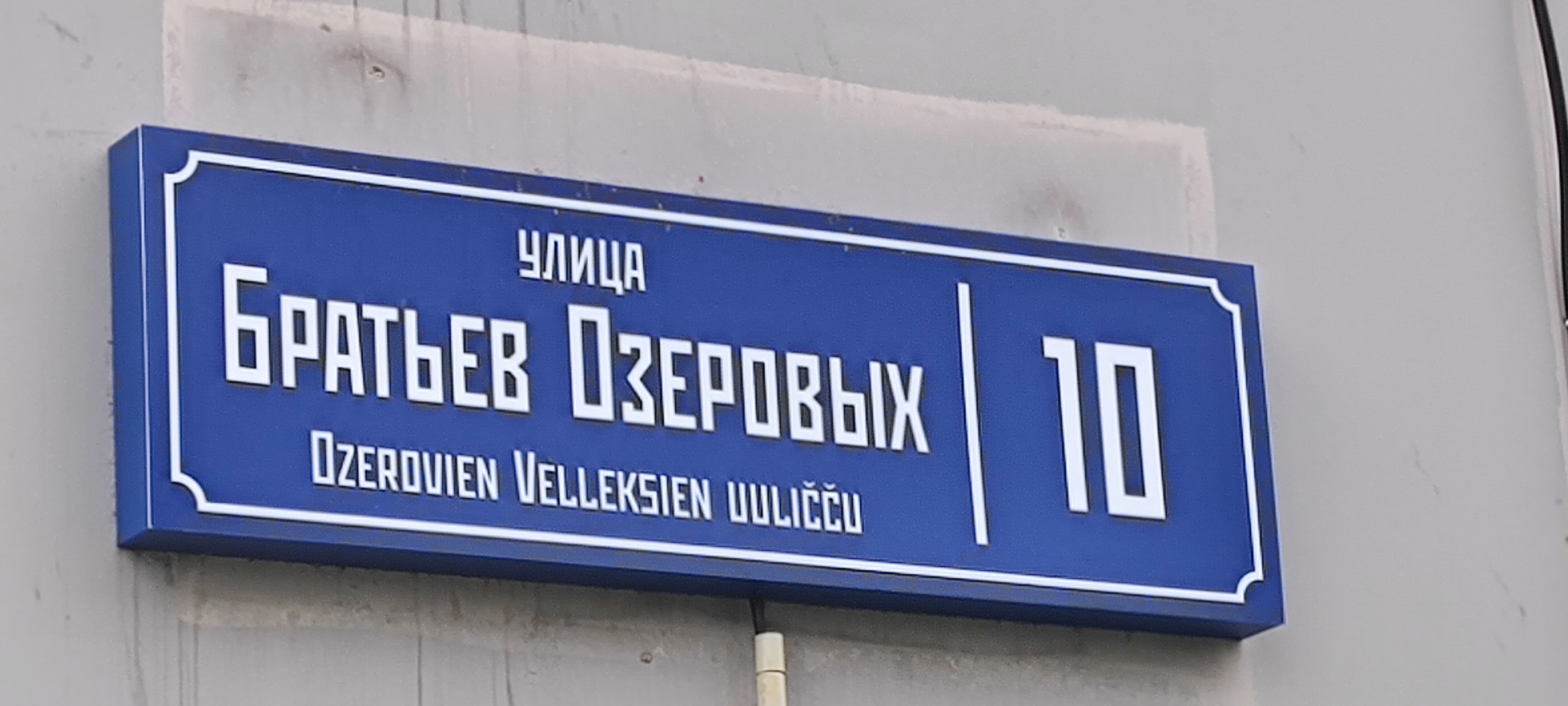
Улица Братьев Озеровых в Петрозаводске

- С 2003 года имя Озерова носит Международный фестиваль военного кино[27].
- В Петрозаводске в честь Юрия Озерова и его брата Николая в 2015 году названа улица Братьев Озеровых[28].